# Xã Brush Creek, Quận Faribault, Minnesota
Xã Brush Creek (tiếng Anh: Brush Creek Township) là một xã thuộc quận Faribault, tiểu bang Minnesota, Hoa Kỳ. Năm 2010, dân số của xã này là 225 người.